# Rhamnus henryi
Rhamnus henryi är en brakvedsväxtart som beskrevs av Camillo Karl Schneider. Rhamnus henryi ingår i släktet getaplar, och familjen brakvedsväxter. Inga underarter finns listade i Catalogue of Life.